# Bracon mesocentrus
Bracon mesocentrus är en stekelart som beskrevs av Szepligeti 1906. Bracon mesocentrus ingår i släktet Bracon och familjen bracksteklar. Inga underarter finns listade.